# داش لی دوز تپه لاری
داش لی دوز تپه لاری در شهرستان بوئین‌زهرا، روستای چوبینه واقع شده و این اثر در تاریخ ۵ آذر ۱۳۸۰ با شمارهٔ ثبت ۴۴۱۵ به‌عنوان یکی از آثار ملی ایران به ثبت رسیده است.